# モリモト
株式会社モリモトは、東京都千代田区に本社を置く不動産会社。

## 沿革
- 1983年（昭和58年）7月 - 東京都目黒区緑が丘に株式会社モリモト設立。[2]
- 1988年（昭和63年）7月 - ワンルームマンション販売開始。
- 2005年（平成17年）6月7日 - 子会社のモリモト・アセットマネジメント株式会社（現 大和ハウス・アセットマネジメント株式会社）が設立企画人となり、ビ・ライフ投資法人（現・大和ハウスリート投資法人）設立。
- 2006年（平成18年）3月22日 - ビ・ライフ投資法人が東京証券取引所REIT市場に上場。
- 2008年（平成20年）2月27日 - 東京証券取引所二部に上場。
- 2008年（平成20年）11月28日 - 東京地方裁判所に民事再生法の手続きを申し立て、負債総額は1615億2000万円。
- 2008年（平成20年）12月25日 - 上場廃止。
- 2009年（平成21年）6月24日 - ジェイ・ウィル・パートナーズをスポンサーとする再生計画認可[3]
- 2009年（平成21年）8月3日 - 発行済全株式を無償取得し全償却する100%減資を実施[4]。

## 関連会社
- 株式会社モリモトクオリティ(プロパティマネジメント業)
- 株式会社モリモトソリューション(不動産ソリューション業)
- 大雄建設株式会社(建売業)

## マンションブランド
- ディアナガーデン
- ディアナコート
- ピアース
- アールブラン
- クレッセント
- イプセ(IPSE)

## CM
- 「積木タワー」篇・30秒
- 「四角い積木」篇・15秒
- 「丸い積木」篇・15秒

使用曲
- 「Cantaloop」 - US3